# المجلة الأمريكية لأمراض الكلى
المجلة الأمريكية لأمراض الكلى (بالإنجليزية: American Journal of Kidney Diseases)‏ واختصاراً (AJKD)، هي مجلة طبية مراجعة الأقران تغطي جميع جوانب أمراض الكلى. وهي المجلة الرسمية لمؤسسة الكلى الوطنية ويتم نشرها من قبل إلزيفير. تنشر المجلة الأبحاث الأصلية وتقارير الحالات والمقالات التعليمية مثل المراجعات السردية وحالات التدريس. يتم استخراجها وفهرستها في ببمد، مدلاين، الفهرس الطبي [الإنجليزية]. ووفقًا لتقرير مستشهد بالمجلات الأكاديمية، فإن المجلة لديها عامل تأثير عام 2016 وهو 7.62. 
رئيس التحرير هو هارولد إ فيلدمان (جامعة بنسيلفانيا).  منذ تشرين الثاني 2011، تنشر المجلة مدونة تنشر مقابلات مع المؤلفين مع التعليقات والمواد التعليمية مرتين تقريبًا في الأسبوع.

## وصلات خارجية
- الموقع الرسمي
- AJKD Blog